# Carterton (Nieuw-Zeeland)
Carterton is een plaats in de regio Wellington in Nieuw-Zeeland. Carterton ligt 14 kilometer ten zuidwesten van Masterton en 9 kilometer ten noorden van Greytown. In 2006 telde Carterton 4122 inwoners, met nog eens 2.976 mensen in de landelijke omgeving. Zelf noemt de stad zich narcis-hoofdstad van Nieuw-Zeeland. In de stad wonen vele (nakomelingen van) Nederlandse emigranten. Er bevindt zich een kleine Gereformeerde Gemeente met 179 leden (2020).

## Geschiedenis
De stad werd in 1857 gesticht als Three Mile Bush, maar werd later vernoemd naar Charles Rooking Carter.
In 1880 opende de Wairarapa Line spoorlijn richting Carterton. Momenteel is er meerdere malen per dag een dienst tussen Wellington en Masterton.
Sir Bob Charles, de eerste linkshandige golfer die een Major, de British Open in 1962, wist te winnen is geboren in Carterton.
Carterton claimt de eerste plaats in de wereld te zijn met een transseksuele burgemeester, Georgina Beyer, die later in het huis van afgevaardigden zou komen.
Op 7 januari 2012 raakte een luchtballon bij de landing een elektriciteitskabel en stortte in vlammen neer. De piloot en zijn tien passagiers kwamen om het leven.